# MATALLY
MATALLY（マタリー）は、トラックメイカーとヴィジュアル・クリエイターから構成される、日本の音楽ユニット。